# Nicolas Mossong
Nicolas Mossong (* 11. Juli 1996) ist ein luxemburgischer Eishockeynationalspieler, der seit 2012 beim IHC Beaufort spielt. Seit 2016 nimmt er mit der Mannschaft an der belgischen National League Division I teil. Seit 2021 spielt er mit dem Klub zusätzlich in der Luxembourg Hockey League.

## Karriere
Nicolas Mossong begann seine Karriere als Eishockeyspieler beim IHC Beaufort. Zunächst spielte er für die zweite Mannschaft des Klubs aus dem Kanton Echternach in der luxemburgischen Liga. Mit der ersten Mannschaft spielte er von 2012 bis 2016 in der Rheinland-Pfalz-Liga, einer regionalen Spielklasse der fünften Leistungsstufe in Deutschland. Seit 2016 tritt er mit dem Team in der belgischen National League Division I, der zweithöchsten Spielklasse des Landes, an. Seit 2021 spielt er mit dem Klub zusätzlich in der Luxembourg Hockey League.

### International
Für Luxemburg debütierte Mossong bei der Weltmeisterschaft 2016 in der Division III. Auch bei der Weltmeisterschaft 2017 spielte er in der Division III. Nach dem dort erreichten Aufstieg spielte er bei der Weltmeisterschaft 2018 in der Division II. Bei den Weltmeisterschaften 2023 und 2024 spielte er wieder in der Division III. 2019 nahm er mit Luxemburg an der 1. Vorqualifikationsrunde zu den Olympischen Spielen teil.

## Erfolge und Auszeichnungen
- 2017 Aufstieg in die Division II, Gruppe B, bei der Weltmeisterschaft der Division III